# Julien Ricaud
Julien Ricaud, né le 28 janvier 1985 à Bergerac (Lot-et-Garonne), est un footballeur français. Il évolue au poste de milieu défensif.

## Carrière
Julien Ricaud est formé à La Berrichonne de Châteauroux, où il est sous contrat aspirant jusqu'en 2003, puis au Stade lavallois, avant de démarrer sa carrière senior au niveau amateur.
Il évolue avec les Chamois niortais de 2010 à 2013. Il joue avec ce club en Ligue 2 lors de la saison 2012-2013.
En juillet 2014, il rejoint l'US Avranches Mont-Saint-Michel en National.

## Statistiques
| Saison                | Club                  | Championnat           | Championnat | Championnat | Coupe nationale | Coupe nationale | Coupe de la Ligue | Coupe de la Ligue | Total | Total |
| Saison                | Club                  | Division              | M.          | B.          | M.              | B.              | M.                | B.                | M.    | B.    |
| 2010-2011             | Chamois niortais      | National              | 28          | 0           | 1               | 0               | -                 | -                 | 29    | 0     |
| 2011-2012             | Chamois niortais      | National              | 36          | 1           | 6               | 1               | -                 | -                 | 42    | 2     |
| 2012-2013             | Chamois niortais      | Ligue 2               | 30          | 0           | 1               | 0               | 2                 | 0                 | 33    | 0     |
| 2013-2014             | Le Poiré-sur-Vie VF   | National              | 22          | 1           | -               | -               | -                 | -                 | 22    | 1     |
| 2014-2015             | US Avranches          | National              | 30          | 1           | 2               | 0               | -                 | -                 | 32    | 1     |
| 2015-2016             | US Avranches          | National              | 24          | 0           | 2               | 0               | -                 | -                 | 26    | 0     |
| 2016-2017             | US Avranches          | National              | 4           | 0           | 2               | 0               | -                 | -                 | 6     | 0     |
| Total sur la carrière | Total sur la carrière | Total sur la carrière | 174         | 3           | 14              | 1               | 2                 | 0                 | 190   | 4     |